# Villers-l’Hôpital
Villers-l’Hôpital ist eine französische Gemeinde mit 257 Einwohnern (Stand 1. Januar 2022) im Arrondissement Arras des Départements Pas-de-Calais. Sie liegt im Kanton Auxi-le-Château (bis 2015: Kanton Brebières) und ist Mitglied des Kommunalverbandes Osartis Marquion.
| Nœux-lès-Auxi   | Fortel-en-Artois  |           |
|                 | Kompass           | Bonnières |
| Beauvoir-Wavans | Frohen-sur-Authie |           |

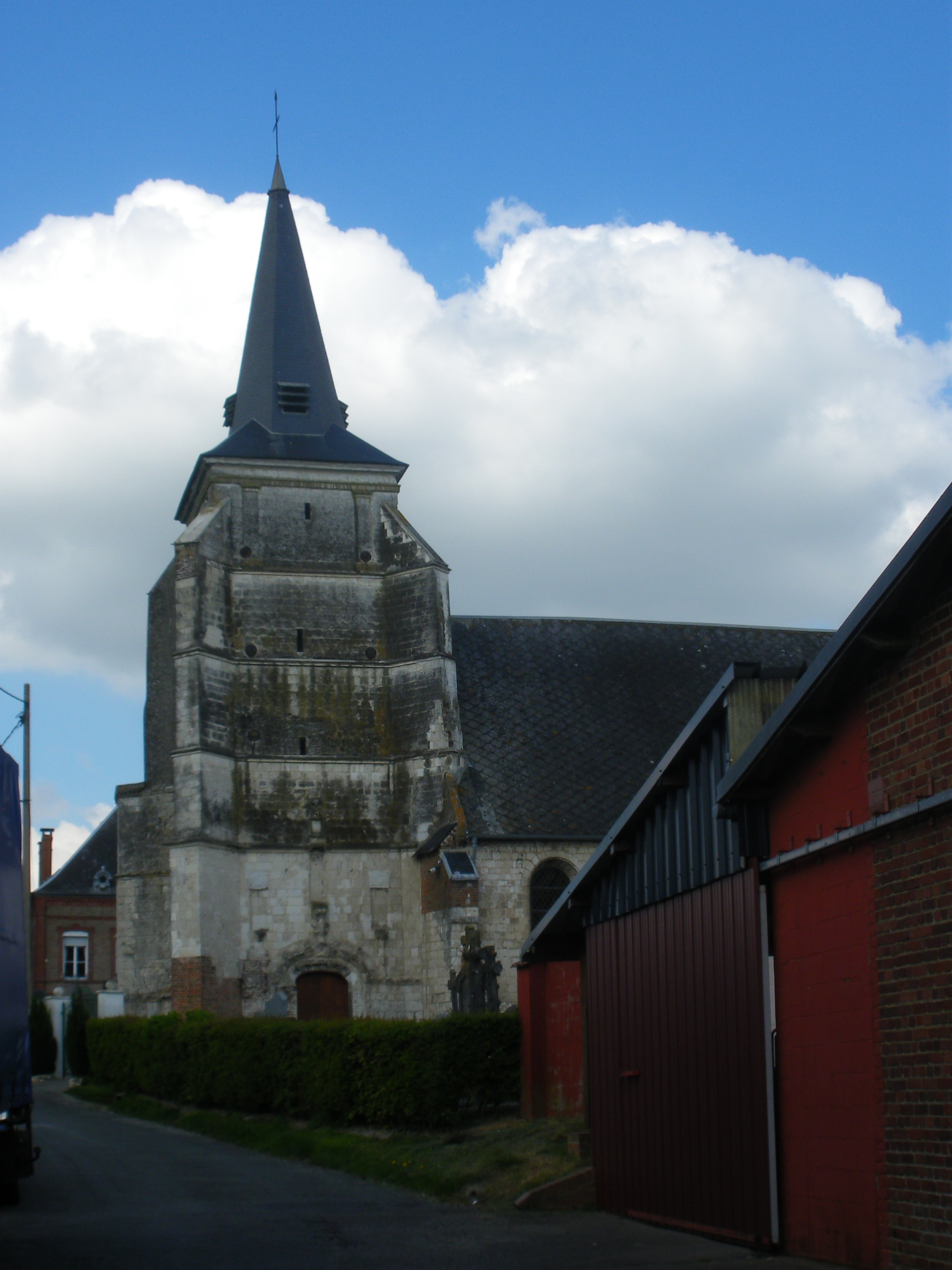
Kirche Saint-Jean-Baptiste
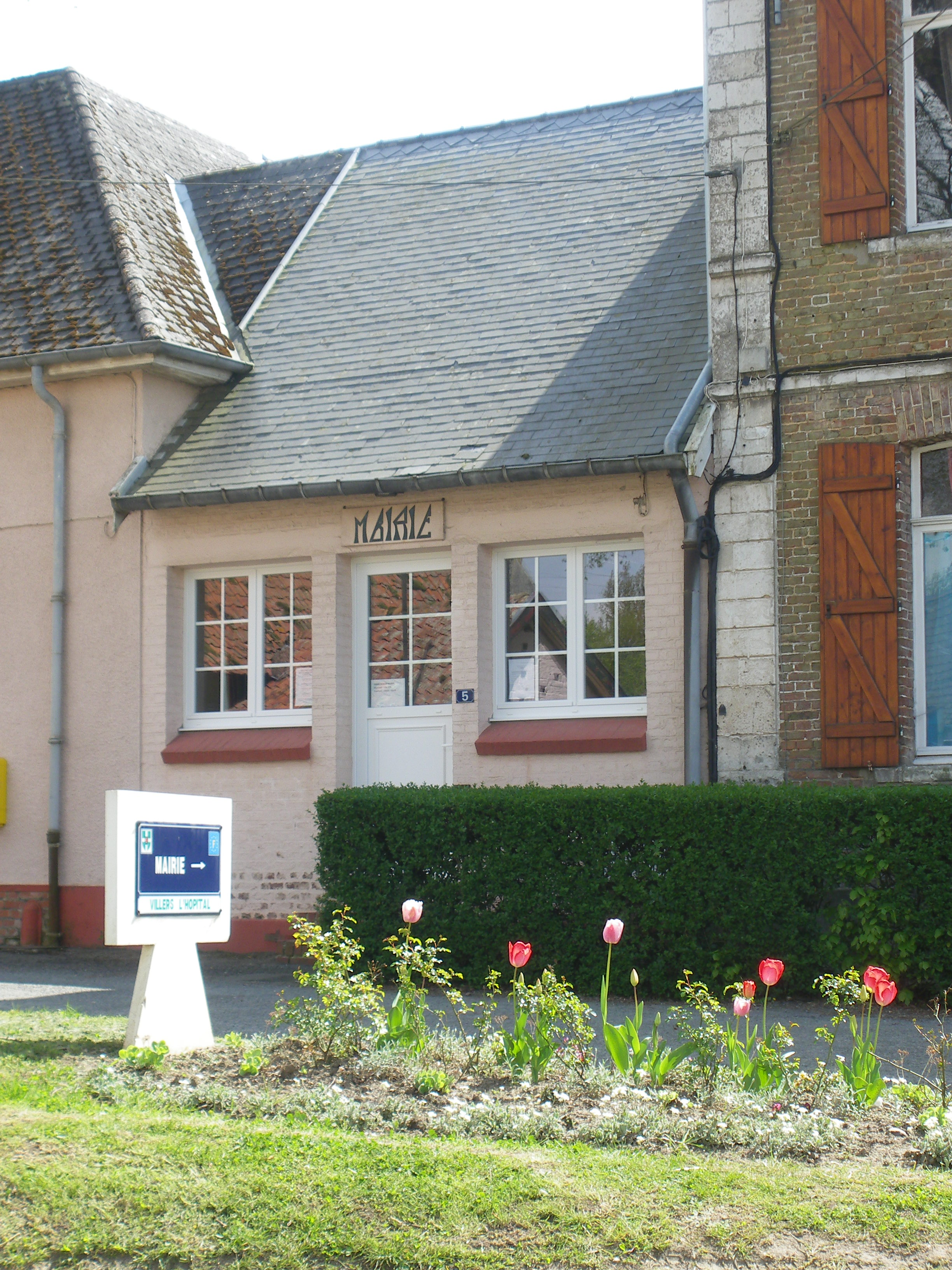
Rathaus
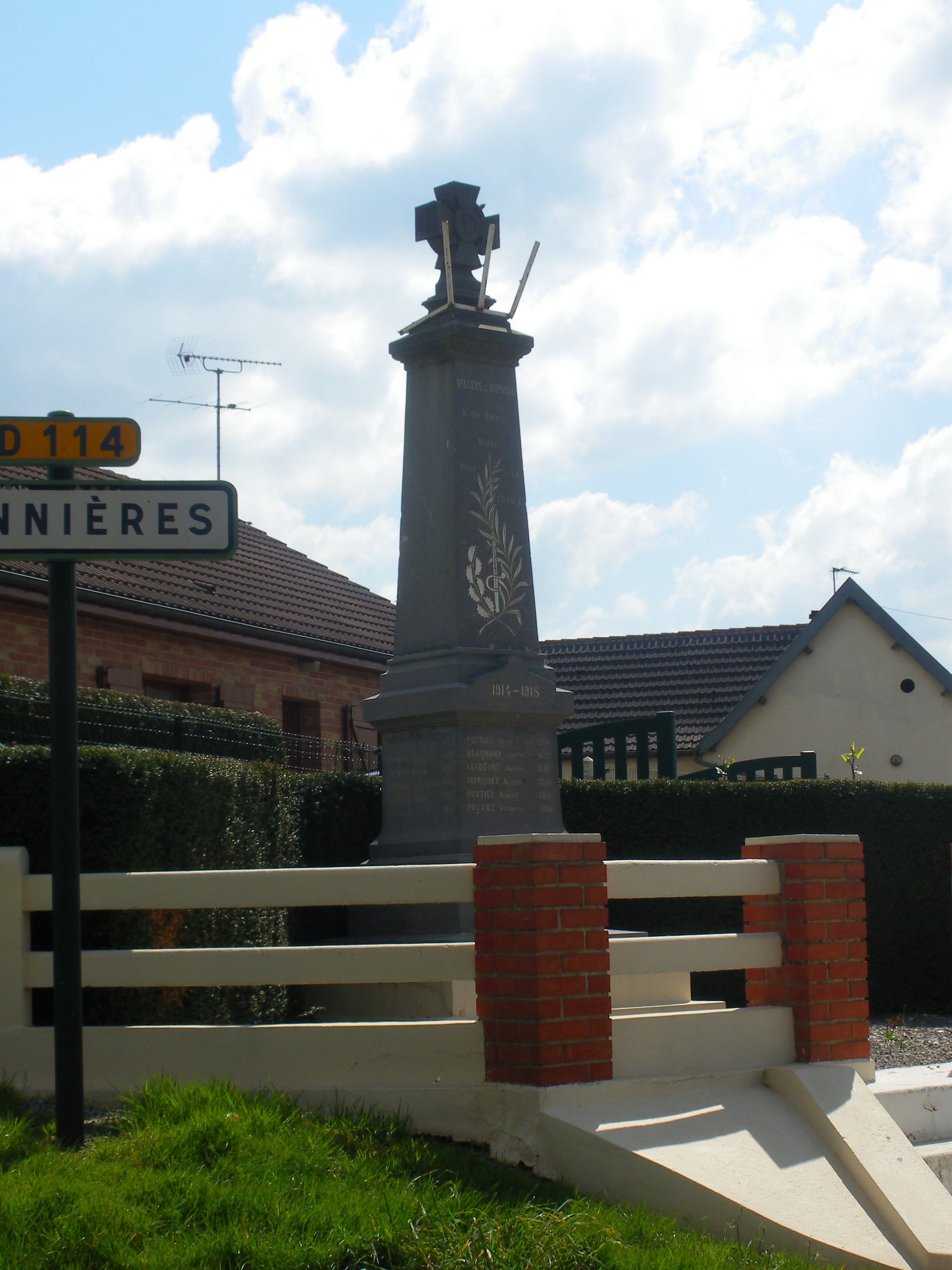
Kriegerdenkmal